# Symplocos estrellensis
Symplocos estrellensis är en tvåhjärtbladig växtart som beskrevs av Giovanni Casaretto. Symplocos estrellensis ingår i släktet Symplocos och familjen Symplocaceae. Inga underarter finns listade i Catalogue of Life.